# Raab-Katzenstein Ente
Die Raab-Katzenstein RK Ente  entstand 1928 in den Raab-Katzenstein-Flugzeugwerke als Auftragsentwicklung für ein raketengetriebenes Flugzeug für Fritz von Opel.

## Entwicklung
Bereits 1927 vereinbarten Fritz von Opel und Antonius Raab die gemeinsame Untersuchung zur Auslegung eines raketenbetriebenen Flugzeugs. Im Konstruktionsbüro entstand unter Paul Hall ein erster Entwurf auf Basis einer Raab-Katzenstein RK 9, bei der Hall den Anzani-Motor durch zwei Feststoffraketen des Typs Sander ersetzte, die in Höhe der Tragflächen am Rumpf befestigt werden sollten. Rumpf und Tragflächen wurden verstärkt und versteift. Für den Flug in großen Höhen wurde eine Sauerstoffanlage verbaut. Auch eine Wind-Temperatur-Strömungsmessanlage wurde für meteorologische Messungen in großer Höhe vorgesehen.
Auf Grund der Brandgefahr durch die seitlich des Rumpfs angeordneten Feststoffraketen verlagerte Hall in einem zweiten Entwurf die Aufnahmeeinrichtung für die Feststoffraketen im Frühjahr 1928 in den Heckbereich des Flugzeugs. Dazu verlagerte Hall auch Tragflächen und das Rumpfmittelstück mit Cockpit an das Ende des Flugzeugs, während das Leitwerk an der vorderen Flugzeughälfte angeordnet wurde. Für diese Entenkonstruktion erteilte Fritz von Opel im April 1928 den Auftrag zum Prototypenbau, der im Mai in Kassel begonnen wurde. Zur Erprobung der Entenkonstruktion waren zunächst Testflüge mit einem am Heck angeordneten Anzani-Motor vorgesehen. Die ersten Raketenflüge waren im August 1928 geplant.
Noch während der Bauarbeiten an der RaKa Ente kam es im Juni 1928 zu Streitigkeiten zwischen von Opel und Raab. Nach Auffassung von Fritz von Opel hatte Antonius Raab mit zahlreichen Presseverlautbarungen gegen das Verschwiegenheitsgebot über das Projekt verstoßen. Nach Auffassung von Antonius Raab hatte Fritz von Opel andererseits mit einer beauftragten Parallelentwicklung bei der Rhön-Rossitten-Gesellschaft R.R.G., die bereits am 11. Juni 1928 auf der Wasserkuppe den Erstflug absolvierte, gegen die Exklusivrechte Raabs verstoßen. Am 15. Juni 1928 kündigte Fritz von Opel seine Vereinbarungen mit den Raab-Katzenstein-Werken auf. Opel führte die Entwicklung eines raketenbetriebenen Flugzeugs daraufhin zunächst mit der Fa. Gebrüder Müller Griesheim (GMG) und später mit Julius Hatry fort. Das erste Opel-Raketenflugzeug flog am 30. September 1929 in Frankfurt-Rebstock erstmals.
Antonius Raab setzte die Arbeiten an der raketenbetriebenen Ente bei den Raab-Katzenstein-Werken mit Max Valier fort. Ein Stahlwerkskonzern und eine Berliner Privatbank sollten die weiteren Arbeiten finanzieren. Allerdings verzögerte sich die Fertigstellung der Entenkonstruktion mit konventionellem Anzani-Motor erheblich. Erst am 20. Februar 1929 erfolgte in Kassel der Erstflug durch Antonius Raab mit einem 35 PS Anzani 3J-Motor.
Ob mit der Entenkonstruktion tatsächlich raketenbetriebene Flüge ausgeführt wurden, war bereits in den 1930er Jahren umstritten. Antonius Raab erwähnte in seinen Memoiren, dass Wilhelm Sander für den raketengetriebenen Erstflug einen Raketensatz bereitgestellt hatte. Dieser Raketensatz sei gezündet worden und habe das Flugzeug zum Abheben gebracht. Durch Explosion der Feststoff-Raketen kurz nach dem Abheben musste Raab den Start allerdings abbrechen. Vermutlich fand dieser Erstflugversuch zwischen Mai 1929 und September 1929 statt.

## Typenbezeichnung
In vielen Dokumenten wird die RaKa Ente auch als RaKa RK22 bezeichnet. Diese Annahme scheint nicht zuzutreffen. Werksintern wurde das Raketenflugzeug als RK9 oder Grasmücke, später Ente bezeichnet.

## Technische Daten
| Kenngröße             | RK Ente                     |
| --------------------- | --------------------------- |
| Besatzung             | 1                           |
| Spannweite            | 8,96 m 8,06 m               |
| Länge                 | 5,50 m                      |
| Höhe                  |                             |
| Flügelfläche          | 19,64 m²                    |
| Flächenbelastung      | 20,4 kg/m²                  |
| Leistungsbelastung    |                             |
| Leermasse             | 250 kg                      |
| Zuladung              | 150 kg                      |
| Startmasse            | 400 kg                      |
| Höchstgeschwindigkeit |                             |
| Gipfelhöhe            |                             |
| Aktionsradius         |                             |
| Antrieb               | 2 × Sander-Feststoffraketen |